# Гримучник рогатий
Гримучник рогатий (Crotalus cerastes) — отруйна змія з роду Справжній гримучник родини Гадюкові. Має 3 підвиди.

## Опис
Загальна довжина коливається від 40 до 75 см. Відрізняється від інших представників роду наявністю пари коротких «ріжків» над очима. Ці ріжки стирчать вертикально надочноямковим лусочкам. Забарвлення буро—піщане з ланцюжком темних та білих плям, які почергово уздовж хребта. На боках розкидані дрібніші темні цятки. Загальний фон забарвлення добре гармонує з сірувато—жовтим піщаним субстратом.

## Спосіб життя
Полюбляє сухі та спекотні пустелі. Активна вночі. Харчується дрібними гризунами і ящірками. Примітний спосіб руху по сипучому субстрату "боковим ходом.
Це яйцеживородна змія. У квітні—травні рогаті відбувається парування, у вересні—листопаді самиця народжує 5—16 дитинчат довжиною 18—20 см. Іноді спостерігається також парування восени.

## Отруйність
Отрута не досить токсична, втім при укусі необхідно застосувати вакцину, інакше людина може загинути. Отруту застосовують у медицині. За один раз беруть 63—80 мг.

## Розповсюдження
Мешкають у північно—західній Мексиці, західній Аризоні, східній Каліфорнії, південній Неваді, південній Юті (США).

## Підвиди
- Crotalus cerastes cerastes
- Crotalus cerastes cercobombus
- Crotalus cerastes laterorepens